# TouchFLO 3D
TouchFLO 3D — графический пользовательский интерфейс, разработанный HTC. Он используется в семействе карманных ПК HTC Touch, и ему предшествовал TouchFLO. TouchFLO 3D был перенесен на Windows Mobile и Android и используется в HTC Touch Diamond, HTC Touch Pro, HTC Touch HD, HTC MAX 4G, HTC Touch Diamond2 и HTC Touch Pro2. Для HTC Touch Viva, HTC Touch 3G и HTC Touch2 есть более простая версия под названием TouchFLO 2D, где у них есть та же вкладка прокрутки в нижней части экрана, однако у них нет визуальных 3D-эффектов. Начиная с HTC Hero и HTC HD2, TouchFLO 3D был значительно расширен и теперь называется, наряду с другими улучшениями удобства использования, как HTC Sense. В HTC Touch2 используется версия TouchFLO 2D, которая по стилю похожа на HTC Sense.

## Основные элементы

### Плагин экрана «Сегодня»
Плагин экрана «Сегодня» является основным аспектом TouchFLO 3D и состоит из нескольких вкладок, которые можно просмотреть, проведя пальцем по нижней панели или коснувшись одного из видимых значков. Доступ к вкладкам справа и слева от текущей вкладки можно получить, проведя пальцем в соответствующем направлении.
Каждая вкладка имеет две программные клавиши, которые обеспечивают доступ к функциям, связанным с вкладкой или её настройкой.

### Экран состояния системы
Вместо того, чтобы требовать от пользователей касания маленьких значков состояния в верхней части экрана (аккумулятор, громкость, сигнал и т. д.), экран состояния системы появляется при нажатии области состояния системы, предоставляя более крупные и удобные для пальцев кнопки.

## Редакции
TouchFLO 3D дебютировал в 2008 году на HTC Touch Diamond . Ранние обновления удалили многие анимации, чтобы улучшить восприятие скорости. С тех пор он несколько раз менялся:

### HTC Touch Pro
Экран задач в HTC Touch Pro
Экран «Задачи» доступен только в HTC Touch Pro. Доступ к нему можно получить, открыв клавиатуру во время просмотра TouchFLO 3D.

### HTC Touch HD
В HTC Touch HD добавлена вкладка «Акции» и возможность переупорядочивать или скрывать вкладки. Кроме того, начиная с Touch HD, TouchFLO 3D был разработан для экранов WVGA, а не для экранов VGA .

### HTC Touch Diamond2/HTC Touch Pro2/HTC Tilt 2 (AT&T)
На Mobile World Congress 2009 были выявлены более масштабные изменения. Была представлена вкладка «Календарь» с представлениями по месяцам и дням. Вкладка «Акции» была переработана; он больше не отображает графики, а вместо этого отображает котировку и то, увеличилась она или уменьшилась. Вкладка контактов также была изменена: при нажатии на контакт отображается подэкран с несколькими новыми вкладками: вкладка сведений о контакте и вкладки, на которых отображаются текстовые сообщения, электронные письма и история вызовов, связанные с этим контактом. Вкладка «Настройки» была расширена и теперь включает в себя больше аспектов, таких как G-сенсор и карточка контактов. Кроме того, разработана замена Экрану задач: все вкладки теперь имеют альбомную ориентацию. Чтобы освободить больше места на экране, ползунок уменьшится до маленькой кнопки в левом нижнем углу, которая при нажатии расширится, открывая ползунок целиком.

### TouchFLO 2D
TouchFLO 2D — урезанная версия TouchFLO 3D, которая была предназначена для бюджетных телефонов.
Используется в коммуникаторах HTC Touch Viva, HTC Touch 3G и других.
В ней отсутствуют 3D модели и малое количество функций (в том числе функция «Акции»).